# کانن ئی‌اواس ۶۵۰دی
کانن ئی‌اواس ۶۵۰دی (به انگلیسی: Canon EOS 650D) یک دوربین عکاسی تک‌لنزی بازتابی ساخت شرکت کانن است.